# Jean-Guillaume Bruguière
Pour les articles homonymes, voir Bruguière.
 (avril 2019).
Si vous disposez d'ouvrages ou d'articles de référence ou si vous connaissez des sites web de qualité traitant du thème abordé ici, merci de compléter l'article en donnant les références utiles à sa vérifiabilité et en les liant à la section « Notes et références ».
Jean-Guillaume Bruguière, né en 1750 à Montpellier et mort en octobre 1798 à Ancône, est un naturaliste et voyageur français. Il correspondait avec l'université de Montpellier. Il s'intéressait aux invertébrés, particulièrement aux escargots.

## Biographie
Il commence des études de médecine avant de se tourner vers les sciences naturelles. Il participe au deuxième voyage de Kerguelen (expédition La Fortune et Le Gros-Ventre) vers l'Antarctique en 1773. Il en rapporte d'intéressantes constatations dont la publication fut discrète.

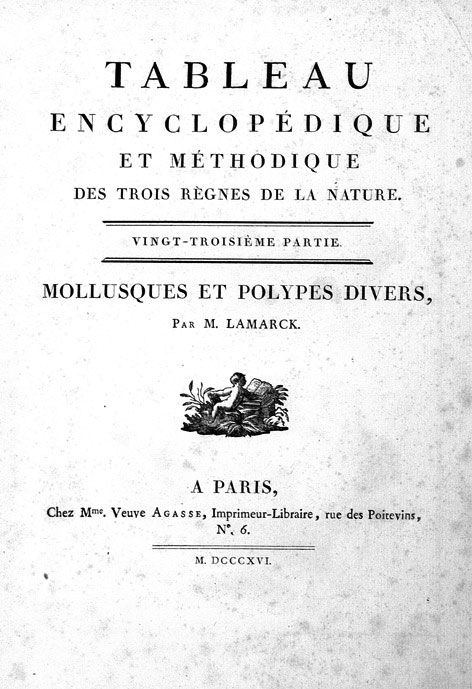
Page de titre Tableau Encyclopédique et Méthodique

De retour à Montpellier, il étudie les mollusques testacés (i.e. mollusques protégés par une coquille) et rédige le premier volume de L'Histoire naturelle des vers pour l'Encyclopédie méthodique, s'arrêtant à la lettre "C" !
En 1792, il accompagne l'entomologiste Guillaume-Antoine Olivier (1756-1814) dans un voyage en Perse, en passant par l'Empire ottoman (Turquie, Syrie, Irak, Egypte). Mais parti en mauvais état de santé, il supporte mal le voyage et meurt pendant le voyage de retour.
Il a décrit divers taxons dans son livre Tableau Encyclopédique et Méthodique des trois Règnes de la Nature : vers, coquilles, mollusques et polypes divers) qui est paru en trois volumes en 1827, longtemps après son décès.
Il a également écrit Histoire Naturelle des Vers. Vol. 1 (1792) mais il a dû s'arrêter à la lettre « C ». Christian Hee Hwass poursuivit son travail et en écrivit la plus grande part.
Il meurt en octobre 1798 à Ancône en même temps que Pierre Jacques Bonhomme de Comeyras.

## Taxons qu'il a nommés
Il s'intéressait surtout aux mollusques et aux invertébrés, à en juger par cette sélection de taxons qu'il a nommés.

### Les genres
- Anodontites  Bruguière 1792 (mollusque)
- Cerithium Bruguière 1789 (mollusque)
- Cerithium subg. Cerithium Bruguière 1789 (mollusque)
- Corbula Bruguière, 1792 (mollusque)
- Lima Bruguière 1797 (mollusque)
- Lingula Bruguière 1797 (invertébré)
- Lucina Bruguière, 1797 (mollusque)
- Oliva Bruguière, 1789 (mollusque)
- Orthoceras Bruguière 1789 (nautiloïde)
- Ovula Bruguière 1789 (mollusque)
- Terebra Bruguière, 1789 (mollusque)

### Les espèces
- Acanthopleura spinosa (Bruguière, 1792) (chiton)
- Ammonites bifrons Bruguière 1789 (mollusque) fossile
- Anadara ovalis Bruguière 1789 (mollusque)
- Anodontites crispata Bruguière 1792 (mollusque)
- Arca imbricata Bruguière 1789 (mollusque)
- Balanus crenatus Bruguière (crustacé)
- Balanus perforatus Bruguière (crustacé)
- Batillaria zonalis Bruguière 1792 (mollusque)
- Beröe ovata Bruguière 1789 (invertébré)
- Bulla striata Bruguière 1789 (mollusque)
- Bullia miran Bruguière 1789 (mollusque)
- Cardita ajar Bruguière 1792 (mollusque)
- Cardium ringens Bruguière, 1789 (mollusque)
- Cassidula aurisfelis Bruguière, 1789 (mollusque)
- Ceratites nodosus Bruguière, 1789 (mollusque) fossile
- Cerithium eburneum  Bruguière, 1792 (mollusque)
- Cerithium vulgatum Bruguière (mollusque)
- Chaetopleura spinosa Bruguière 1792 (mollusque)
- Chondrina avenacea Bruguière 1792 (mollusque)
- Conus arenatus Hwass in Bruguière 1792 (mollusque)
- Conus catus Hwass in Bruguière 1792 (mollusque)
- Conus gubernator Hwass in Bruguière 1792 (mollusque)
- Conus pulcher siamensis Hwass in Bruguière,1792 (mollusque)
- Diplodon granosus Bruguière, 1792 (mollusque)
- Gourmya vulgata Bruguière 1789 (mollusque)
- Lingula anatina Lamarck, 1801 [Bruguière 1798?] (invertébré)
- Micromelo undata  Bruguière 1792 (mollusque)
- Partula otaheitana Bruguière, 1792 (mollusque)
- Perrona nifat Bruguière 1792 (mollusque)
- Placenta placuna Bruguière 1792 (mollusque)
- Retusa truncatula Bruguière 1792(mollusque)
- Scapharca inaequivalvis  Bruguière (mollusque)
- Serripes groenlandicus Bruguière 1789 (mollusque)
- Solatopupa similis Bruguière 1792 (mollusque)
- Sphyradium doliolum Bruguière 1792 (mollusque)
- Subulina octona Bruguière 1792 (mollusque)
- Terebralia sulcata Bruguière 1792 (mollusque)

### Plante qui porte son nom
Son nom a été donné par Lamarck à un genre de plantes : Bruguiera (une plante de la famille des Rhizophoraceae).